# Gare d’Uchaud
Gare d’Uchaud vasútállomás Franciaországban, Uchaud településen.

## Vasútvonalak
Az állomást az alábbi vasútvonalak érintik:
- Tarascon–Sète-Ville-vasútvonal

## Kapcsolódó állomások
A vasútállomáshoz az alábbi állomások vannak a legközelebb:
- Gare de Milhaud (Gare de Tarascon, Tarascon–Sète-Ville-vasútvonal)
- Gare de Vergèze - Codognan (Gare de Sète, Tarascon–Sète-Ville-vasútvonal)